# Paula Wessely
Paula Anna Maria Wessely (Viena, 20 de janeiro de 1907 – Viena, 11 de maio de 2000) foi uma atriz de teatro e cinema austríaca. Conhecida como Die Wessely (literalmente "A Wessely"), como o chamavam seus admiradores, foi a mais popular atriz austríaca da pós-guerra. Ela conheceu o sucesso em 1934, em seu primeiro filme Mascarade, de Willi Forst. Criticada por atuar em filmes de propaganda nazista, ela atuou em filmes de maior destaque, incluindo María Estuardo, de Schiller; Anatol, de Schnitzler; e Juan Gabriel, Borkman, de Ibsen. Paula foi esposa de Attila Hörbiger e mãe das atrizes Christiane Hörbiger, Elisabeth Orth e Maresa Hörbiger.

## Filmografia selecionada
- Maskerade (1934)
- So Ended a Great Love (1934)
- Episode (1935)
- Harvest (1936)
- Such Great Foolishness (1937)
- Mirror of Life (1938)
- Maria Ilona (1939)
- Heimkehr (1941)
- Late Love (1943)
- Das Herz muß schweigen (1944)
- The Angel with the Trumpet (1948)
- Cordula (1950)
- Maria Theresa (1951)
- Different from You and Me (1957)
- Die unvollkommene Ehe (1959)
- Jedermann (1961)

## Ler mais
- Elisabeth Orth: Märchen ihres Lebens. Meine Eltern Paula Wessely und Attila Hörbiger. Molden, Wien 1975, ISBN 3-217-05032-0.
- André Müller: Entblößungen. Goldmann, München 1979, ISBN 3-442-03887-1.
- Edda Fuhrich u. Gisela Prossnitz (Hrsg.): Paula Wessely, Attila Hörbiger. Ihr Leben – ihr Spiel. Eine Dokumentation. Langen Müller, München 1985, ISBN 3-7844-2035-4.
- Maria Steiner: Paula Wessely. Die verdrängten Jahre. Verlag für Gesellschaftskritik, Wien 1996, ISBN 3-85115-224-7.
- Georg Markus: Die Hörbigers. Biografie einer Familie. Amalthea Verlag, Wien 2006, ISBN 3-85002-565-9.
- Armin Loacker (Hrsg.): Im Wechselspiel. Paula Wessely und der Film, Wien (Filmarchiv Austria) 2007.